# Hispania F111
Chronologie des modèles (2011)
Hispania F110 Hispania F112
La Hispania F111 est la monoplace de Formule 1 engagée par l’équipe Hispania Racing F1 Team dans le cadre du championnat du monde de Formule 1 2011. Handicapée la saison précédente par un châssis Dallara en deçà de ceux des autres monoplaces du plateau, le directeur de l'écurie HRT, Colin Kolles, s'est décidé à faire appel aux services de l’ingénieur britannique Geoff Willis, précédemment chez Red Bull Racing, pour superviser la conception de la F111.
La F111 devait débuter en championnat du monde le 27 mars 2011 au Grand Prix d’Australie, pilotée par l’Indien Narain Karthikeyan et l’Italien Vitantonio Liuzzi. L'équipe HRT ayant cependant accumulé, entre autres, du retard dans l'assemblage de la monoplace, les deux pilotes ne sont pas en mesure de réaliser lors des qualifications un temps inférieur au 107 % du meilleur temps, nouvelle règle instaurée par le règlement de F1 2011. Après un recours en appel pour « circonstances exceptionnelles » rejeté par la FIA, les deux monoplaces sont déclarées non qualifiées.
À la suite d'une entente avec Red Bull Racing, Daniel Ricciardo, pilote d'essai Red Bull et Toro Rosso est titularisé chez HRT lors du Grand Prix de Grande-Bretagne.

## Résultats en championnat du monde de Formule 1
| Saison | Écurie                                     | Moteur              | Pneus   | Pilotes            | Courses | Courses | Courses | Courses | Courses | Courses | Courses | Courses | Courses | Courses | Courses | Courses | Courses | Courses | Courses | Courses | Courses | Courses | Courses | Points inscrits | Classement |
| Saison | Écurie                                     | Moteur              | Pneus   | Pilotes            | 1       | 2       | 3       | 4       | 5       | 6       | 7       | 8       | 9       | 10      | 11      | 12      | 13      | 14      | 15      | 16      | 17      | 18      | 19      | Points inscrits | Classement |
| ------ | ------------------------------------------ | ------------------- | ------- | ------------------ | ------- | ------- | ------- | ------- | ------- | ------- | ------- | ------- | ------- | ------- | ------- | ------- | ------- | ------- | ------- | ------- | ------- | ------- | ------- | --------------- | ---------- |
| 2011   | Hispania Racing F1 Team HRT Formula 1 Team | Cosworth V8 CA2011k | Pirelli |                    | AUS     | MAL     | CHI     | TUR     | ESP     | MON     | CAN     | EUR     | GBR     | ALL     | HON     | BEL     | ITA     | SIN     | JAP     | COR     | IND     | ABU     | BRÉ     | 0               | 11e        |
| 2011   | Hispania Racing F1 Team HRT Formula 1 Team | Cosworth V8 CA2011k | Pirelli | Narain Karthikeyan | Nq      | Abd     | 23e     | 21e     | 21e     | 17e     | 17e     | 24e     |         |         |         |         |         |         |         |         | 17e     |         |         | 0               | 11e        |
| 2011   | Hispania Racing F1 Team HRT Formula 1 Team | Cosworth V8 CA2011k | Pirelli | Vitantonio Liuzzi  | Nq      | Abd     | 22e     | 22e     | Abd     | 16e     | 13e     | 23e     | 18e     | Abd     | 20e     | 19e     | Abd     | 20e     | 23e     | 21e     |         | 20e     | Abd     | 0               | 11e        |
| 2011   | Hispania Racing F1 Team HRT Formula 1 Team | Cosworth V8 CA2011k | Pirelli | Daniel Ricciardo   |         |         |         |         |         |         |         |         | 19e     | 19e     | 18e     | Abd     | Nc      | 19e     | 22e     | 19e     | 18e     | Abd     | 20e     | 0               | 11e        |

Légende : ici